# Amintinus lootensi
Amintinus lootensi är en skalbaggsart som först beskrevs av Damoisseau 1968.  Amintinus lootensi ingår i släktet Amintinus och familjen kapuschongbaggar. Inga underarter finns listade i Catalogue of Life.